# Malwidyna
Malwidyna (Mv) – organiczny związek chemiczny z grupy antocyjanidynów; występuje naturalnie jako barwnik roślinny. Glikozydy malwidyny są bardzo rozpowszechnione w naturze. Jest, między innymi, odpowiedzialna za czerwony kolor wina, a jej źródłem jest winorośl właściwa. Malwidyna i jej glikozydy odpowiedzialne są także za barwę, od czerwonej do niebieskiej, wielu owoców i kwiatów, m.in. winogron, żurawiny, borówek i pierwiosnków.  Stosowana jest jako fioletowy barwnik do żywności o numerze E163c. W roztworach wodnych glikozydy malwidyny przy wartościach pH poniżej 4 przybierają czerwone zabarwienie, między 4 a 5 – jasnogranatowo-fioletowe, przy 6 do 7 – fioletowe, pomiędzy 7 a 8 – granatowe, a powyżej 8 mają kolor żółty.

## Glukozydy
- Malwina jest dwuglikozydem malwidyny;
- Oenina jest 3-glukozydem malwidyny;
- Prymulina jest 3-O-galaktozydem malwidyny.